# Blessing Afrifah
Blessing Akwasi Afrifah (in ebraico בלסינג אקווסי אפריפה‎?; Tel Aviv, 26 ottobre 2003) è un velocista israeliano, detentore del record europeo under 20 dei 200 metri piani, stabilito ai Campionati del mondo U20 2022.

## Biografia
Nato a Tel Aviv da genitori ghanesi (Cynthia e Prince), il padre è arrivato in Israele per lavorare presso l'ambasciata ghanese, è cresciuto a Ramat Gan. Ha iniziato giocando a calcio nelle giovanili del Maccabi Tel Aviv, ma presto si è specializzato nell'atletica leggera venendo allenato dai 14 anni dall'allenatore della nazionale.
Nel 2010 ha ricevuto lo status di residente e una promessa di naturalizzazione al raggiungimento dei 18 anni. Nel giugno del 2020 ha ricevuto la cittadinanza israeliana dal ministro dell'Interno Aryeh Deri.
Nel 2021 arriva 4º nella finale dei 200 m ai Campionati europei U20 e 7º sempre nei 200 ai Campionati mondiali U20.
Nel 2022 vince la medaglia d'oro nei 200 m ai Campionati mondiali U20 di Cali battendo il favorito Letsile Tebogo, stabilendo il nuovo record europeo under 20. I due diventano rispettivamente il terzo e quarto atleta della categoria juniores nella storia in grado di infrangere i 20" sui 200 metri piani, dopo Usain Bolt e Erriyon Knighton, fermando il cronometro a 19"96.

## Record nazionali
Seniores
- 200 metri piani: 19"96 (–1,0 m/s) ( Cali, 4 agosto 2022[5][6])
- 200 metri piani indoor: 20"95 ( Metz, 11 febbraio 2023)

Juniores
- 100 metri piani: 10"34 (+1,1 m/s) ( Gerusalemme, 26 giugno 2022)
- 200 metri piani: 19"96 (–1,0 m/s) ( Cali, 4 agosto 2022[6])

## Palmarès
| Anno | Manifestazione  | Sede     | Evento      | Risultato   | Prestazione | Note                                                                            |
| ---- | --------------- | -------- | ----------- | ----------- | ----------- | ------------------------------------------------------------------------------- |
| 2021 | Europei U20     | Tallinn  | 200 m piani | 4º          | 21"01       | [ 7 ] [ 8 ]                                                                     |
| 2021 | Mondiali U20    | Nairobi  | 200 m piani | 7º          | 21"03       | [ 9 ]                                                                           |
| 2022 | Mondiali U20    | Cali     | 200 m piani | Oro         | 19"96       | Record dei campionati · Record nazionale · Miglior prestazione europea under 20 |
| 2022 | Europei         | Monaco   | 200 m piani | 7º          | 20"69       |                                                                                 |
| 2023 | Europei U23     | Espoo    | 200 m piani | Oro         | 20"67       |                                                                                 |
| 2023 | Mondiali        | Budapest | 200 m piani | Batteria    | 20"73       |                                                                                 |
| 2024 | Europei         | Roma     | 200 m piani | 7º          | 20"97       |                                                                                 |
| 2024 | Giochi olimpici | Parigi   | 200 m piani | Ripescaggio | 20"88       |                                                                                 |
| 2025 | Europei U23     | Bergen   | 200 m piani | Oro         | 20"64       |                                                                                 |

## Campionati nazionali
- 3 volte campione nazionale assoluto dei 100 m piani (2020, 2021, 2022)
- 3 volte campione nazionale assoluto dei 200 m piani (2020, 2021, 2022)
- 2 volte campione nazionale under 20 dei 100 m piani (2021, 2022)
- 1 volta campione nazionale under 20 dei 200 m piani (2022)
- 2 volte campione nazionale under 18 dei 100 m piani (2019, 2020)
- 2 volte campione nazionale under 18 dei 200 m piani (2019, 2020)

2019
- Oro ai campionati israeliani assoluti (Tel Aviv), 100 m piani - 10"85
- Oro ai campionati israeliani assoluti (Tel Aviv), 200 m piani - 21"90

2020
- Oro ai campionati israeliani assoluti (Tel Aviv), 100 m piani - 10"49
- Oro ai campionati israeliani assoluti (Tel Aviv), 200 m piani - 21"17

2021
- Oro ai campionati israeliani assoluti (Tel Aviv), 100 m piani - 10"47
- Oro ai campionati israeliani assoluti (Tel Aviv), 200 m piani - 21"20

2022
- Oro ai campionati israeliani assoluti (Gerusalemme), 100 m piani - 10"34
- Oro ai campionati israeliani assoluti (Gerusalemme), 200 m piani - 20"70